# Katarsis
Katarsis (litovsko: [kɐˈtaːrsʲɪs]) je litovska alternativna rock skupina, ustanovljena v Vilni leta 2019. Skupino sestavljajo Lukas Radzevičius, Alanas Brasas, Emilija Kandratavičiūtė in Jokūbas Andriulis.

## Zgodovina
Katarsis se je začel kot solo projekt Lukasa Radzevičiusa. Že med študijem je začel skladati. Po tem, ko je prejel povabila za nastope na koncertih, je spoznal, da sam ne more nastopati v živo, zato je ustanovil istoimensko skupino. Leta 2024 so izdali svoj prvenec, EP Dausos.
11. decembra 2024 so bili razglašeni za ene od petinštiridesetih tekmovalcev na litovskem nacionalnem izboru za Pesem Evrovizije 2025. Na izboru so nastopili s pesmijo »Tavo akys«. V finalu so se uvrstili med najboljše tri po mnenju žirije. V superfinalu so prejeli največ točk telefonskega glasovanja ter zmagali. Z zmago so pridobili pravico zastopati Litvo na tem tekmovanju. Dne 15. maja 2025 so nastopili v drugem polfinalu ter se uvrstili v finale, v katerem so zasedli 16. mesto s 96 točkami.

## Člani skupine
- Lukas Radzevičius (*24. november 2002, Palanga) – vokal, kitara
- Alanas Brasas (*12. november 2001, Šiauliai) – glavna kitara
- Emilija Kandratavičiūtė (*26. avgust 2002) – bas
- Jokūbas Andriulis (*28. marec 1999) – bobni

## Diskografija

### EP
| Naslov | Podrobnosti |
| ------ | --- |
| Dausos | - Objavljeno: 24. maja 2024 - Založba: samostojno izdano - Formati: fizična izdaja, digitalni prenos, pretakanje |

### Pesmi
| »Niekas«                                                                             | 2020 | — |        |
| »Vasarą galvoj minoras«                                                              | 2020 | 4 |        |
| »Rasa«                                                                               | 2022 | — |        |
| »Des«                                                                                | 2022 | — |        |
| »Ėda«                                                                                | 2023 | — |        |
| »Būsi«                                                                               | 2023 | — |        |
| »Praradau tave«                                                                      | 2023 | — |        |
| »Pamiršau žiūrėt į paukščius«                                                        | 2024 | — | Dausos |
| »Dingo«                                                                              | 2024 | — |        |
| »Tavo akys«                                                                          | 2025 | 1 |        |
| »Balta meilė«                                                                        | 2025 | — |        |
| "—" označuje posnetek, ki se ni uvrstil na lestvice ali ni bil izdan na tem ozemlju. |      |   |        |